# Синміхаю-де-Кимпіє
Синміхаю-де-Кимпіє (рум. Sânmihaiu de Câmpie) — село у повіті Бистриця-Несеуд в Румунії. Адміністративний центр комуни Синміхаю-де-Кимпіє.
Село розташоване на відстані 305 км на північний захід від Бухареста, 29 км на південний захід від Бистриці, 57 км на схід від Клуж-Напоки.

## Населення
За даними перепису населення 2002 року у селі проживали 712 осіб.
Національний склад населення села:
| Національність | Кількість осіб | Відсоток |
| -------------- | -------------- | -------- |
| румуни         | 610            | 85,7%    |
| цигани         | 93             | 13,1%    |
| угорці         | 9              | 1,3%     |

Рідною мовою назвали:
| Мова      | Кількість осіб | Відсоток |
| --------- | -------------- | -------- |
| румунська | 705            | 99,0%    |
| угорська  | 7              | 1,0%     |